# Federico Santander
Federico Javier Santander Mereles, född 4 juni 1991, är en paraguayansk fotbollsspelare som spelar för Bologna.

## Klubbkarriär
Den 14 juni 2015 värvades Santander av FC Köpenhamn, där han skrev på ett femårskontrakt. I juni 2018 värvades Santander av Bologna, där han skrev på ett fyraårskontrakt.

## Landslagskarriär
Santander debuterade för Paraguays landslag den 9 oktober 2010 i en 1–0-förlust mot Australien, där han blev inbytt i den 76:e minuten mot Nelson Haedo Valdez.